# Prionacis mindanensis
Prionacis mindanensis är en stekelart som beskrevs av Henry Keith Townes, Jr. 1970. Prionacis mindanensis ingår i släktet Prionacis och familjen brokparasitsteklar. Inga underarter finns listade i Catalogue of Life.